# Coluthos
Coluthos, Colouthos ou Collouthos (né à Lycopolis, dans la Thébaïde, vers la fin du Ve siècle) est un poète grec, auteur d'un épyllion, L'Enlèvement d'Hélène, et d'autres poèmes aujourd'hui perdus.

## Œuvres
Le petit poème de L'Enlèvement d'Hélène, retrouvé au XVe siècle par Johannes Bessarion, lui est attribué. Ce poème est le seul qui ait subsisté. La Souda attribue à Collouthos des Calydoniaca en six livres (ayant pour sujet la chasse du sanglier de Calydon), des Éloges (Ἐγκώμια) et des Persica, un poème consacré à la Perse, mais ne mentionne pas L'Enlèvement d'Hélène, probablement à cause d'une lacune dans le texte de la Souda. L'Enlèvement d'Hélène est un épyllion comprenant 392 vers, qui prend pour sujet l'enlèvement d'Hélène, fille de Léda, par le troyen Pâris.

## Sources
Cet article comprend des extraits du Dictionnaire Bouillet. Il est possible de supprimer cette indication, si le texte reflète le savoir actuel sur ce thème, si les sources sont citées, s'il satisfait aux exigences linguistiques actuelles et s'il ne contient pas de propos qui vont à l'encontre des règles de neutralité de Wikipédia.